# فرانك سبرينغفيلد
فرانك سبرينغفيلد (بالإنجليزية: Frank Springfield)‏ (22 أغسطس 1887 – 9 يوليو 1958) هو سبّاح أسترالاسي راحل، مثّل بلاده في الألعاب الأولمبية الصيفية 1908.

## روابط خارجية
فرانك سبرينغفيلد على موقع أوليمبيديا (الإنجليزية)
- فرانك سبرينغفيلد على موقع اللجنة الأولمبية الأسترالية (الإنجليزية)